# Pascale Criton
Pour les articles homonymes, voir Criton.
Pascale Criton (née à Paris en 1954) est une compositrice française de musique contemporaine et musicologue. Elle se consacre tout particulièrement aux échelles microtonales.
Elle est tout particulièrement connue pour exploiter des échelles microtonales très denses telles que les échelles à 1/12e et 1/16e de ton pour les propriétés particulières que ces échelles ont sur la perception.

## Biographie
Pascale Criton a suivi une formation de composition auprès de Ivan Wyschnegradsky, Gérard Grisey et Jean-Étienne Marie.
Elle a participé à l'académie de Darmstadt en 1980 et 1988 et a suivi une formation d'électroacoustique (CIRM, 1980-82). Elle a suivi un stage d'informatique musicale à l'Ircam en 1986.
Elle s'est intéressé en outre à l'ethnomusicologie. Elle a participé aux activités du groupe de Recherche sur la Tradition Orale (Abidjan, 1979).
Ses travaux ont été créés en France et à l'étranger : Radio-France, Ircam, Manca, Today Musics, Midem, Presences, Intermusica, Ars Electronica, Darmstadt, Ijsbrecker Institute, Archipelago Festival, American Festival of Microtonal Music (New York), Ilkhom XX (Tachkent), Simn (Bucharest)...
Elle a été compositeur consultant à l’IRCAM de 1989 à 1991 et elle a collaboré avec l'Institut Langevin de l’ESPCI ParisTech (1993) et le Laboratoire d'Acoustique Musicale (2010-2018).

## Composition
Depuis le début des années 1980, elle explore la microvariabilité du son et consacre son écriture instrumentale aux instruments accordés sur des microtempéraments (pianos, cordes guitares microtonales en 1/4, 1/8e, 1/12e, 1/16e de ton), le plus souvent associés à des instruments traditionnels ainsi qu'à[pas clair] la synthèse numérique. Son esthétique et son approche intellectuelle de la musique sont très liées à la pensée du philosophe Gilles Deleuze, qu'elle rencontra en 1987.
Criton s'intéresse tout particulièrement aux questions concernant le continuum. Dans le cadre de la musique, l'approche consiste à dépasser la condition discontinue naturelle des échelles, en utilisant des échelles extrêmement denses (des intervalles très petits et donc très serrés). Des intervalles si petits qu'il est difficile de discerner à l'oreille deux voire trois degrés conjoints successifs. Cette particularité « noie » en quelque sorte la délimitation traditionnelle entre continu et discontinu. C'est précisément de ces propriétés sur la perception qu'elle tire parti pour créer une musique s'appuyant sur des glissements subtils et imperceptibles de la matière sonore.
Par ailleurs si ces intervalles dépassent la capacité discriminatoire de l'oreille, ils ont en revanche un impact sur la perception du timbre, du rythme et du temps. Aspects dont elle tire également parti.

## Œuvres
- Mémoires pour piano en 1/16e de ton tone piano (1982)
- Thymes, pour piano accordé en système de quarts de ton et synthèse numérique (1988)
- Clines, pour flûte basse, clarinette, violon, violoncelle, piano et bande (1990)
- Bifurcations pour violoncelle et 1/16e de ton piano (1994)
- Territoires imperceptibles, pour flûte basse, guitare accordée en 1/16e de ton et violoncelle (1997)
- La Ritournelle et le galop, pour guitare accordée en 1/16e de ton (1995)
- Le passage des heures, pour voix, violoncelle, violon et flûte (1998)
- Artefacts pour flûte, clarinette, cor, timbales, trois guitares (amplifiées, en 1/12e de ton), violon, alto, violoncelle, contrebasse(2001)
- Infra (2017)[1]